# Santa Jam Vó Alberta
Santa Jam Vó Alberta é uma banda brasileira, que estuda as expressões musicais e realiza uma fusão cultural, que junta folk, baião, blues, valsas, violadas, música gypsy e também tem influência do jazz tradicional. Além disso, a banda também cria o repertório autoral, que transforma essa experiência musical em uma verdadeira jam session, sempre entre improvisos e trocas de instrumentos.

## História
A banda nasceu em uma marcenaria em Sumaré, São Paulo, onde eles recebiam os amigos para tocar. Os encontros evoluíram e viraram grandes festas. Depois de um tempo, a festa migrou para o Clube da Empatia, na Santa Cecília, bairro de São Paulo. O clube da  empatia era casa do ex integrante da banda, Pedro Marini, que batizou os encontros como Santa Jam. A partir disso a banda foi tomando forma, e indo além das jam sessions.
Começaram tocando versões de Beatles, Johnny Cash, Simon & Garfunkel, entre outros grandes nomes da música, e partiram para o trabalho autoral.
Participam de festivais por todo o Brasil, se apresentaram no TED e no TEDx em 2017, gravaram um Sofar e têm um documentário chamado Sinfonia Caipira, que está disponível em diversas plataformas digitais. Dirigido por Denis Nielsen, o filme recebeu dois prêmios no Jukebox International Film Festival, realizado em Carson City, nos Estados Unidos em 2018. Já se apresentaram em várias cidades do Brasil, Buenos Aires (Argentina), São Francisco e Nova York (EUA).
A Santa Jam Vó Alberta, que nasceu do encontro de muitos amigos, possui um núcleo fixo, onde todos são vocais e multi-instrumentistas.
O outro núcleo é a órbita da Santa Jam: amigos músicos que estão sempre a postos caso haja a necessidade de substituições ou participações especiais.
Em 2018 eles se apresentaram na Virada Cultura de São Paulo, evento que acontece anualmente de forma gratuita.
No mesmo ano, banda também se apresentou na California, Estados Unidos.
Em 2019, a banda lançou o primeiro projeto autoral, gravado entre Nashville e São Paulo, o trabalho foi batizado de Guard Rail e é uma fusão cultural entre folk, música do sertão, blues, country e jazz tradicional.[carece de fontes?]
A banda se apresentou no Festival Forró da Lua Cheia em junho de 2022 em Altinópolis, São Paulo. O festival foi adiado em 2020 e 2021 por conta da pandemia de Covid-19, e recebeu artistas e bandas como Liniker, Racionais MCs, Baiana System, Alceu Valença e outros.
A Santa Jam Vó Alberta tem se apresentado em alguns festivais, como o Festival Cultura de Boteco em São Paulo, a apresentação aconteceu em 30 de abril de 2022.
Em junho de 2022, a banda voltou a se apresentar nos Estados Unidos, dessa vez em The Chapel, em São Francisco, Califórnia.

## Formação
- Ivan Staicov – vocal principal, violão, contrabaixo, banjo
- Pedro Cury – vocal, percussão
- Danilo Ruiz Tudella – vocal, banjo, violão
- Matheus Cassimiro – vocal, trompete, contrabaixo, piano
- Eudes Santos – vocal, trombone

### Ex-integrantes
- João Paulo – vocal, sanfona
- Pedro Marini – vocal, contrabaixo
- Bruno Motta – vocal, bandolin
- Daniel Oliveira

## Discografia
- 2019 - Guard Rail
- 2021 - Música na Fonte